# 東京インテリア家具
株式会社東京インテリア家具（とうきょうインテリアかぐ、英称：TOKYO interior corporation）は、家具・インテリアの販売会社である。東北地方・関東地方・中部地方・近畿地方・九州地方で店舗を展開している。

## 概要
1966年設立。登記上の本社所在地は東京都荒川区にあるが、実質的な本部機能は創業当初より栃木県にあり、北関東を足掛かりに東北地方・南関東・中部地方・近畿地方・中国地方・九州地方へと店舗網を拡充している。
Jモダン、モダン、クラシック、カジュアル、カントリー、ベーシックの6つのテイストをライフスタイルに合わせプロデュースしており、フランスベッド、西川、カリモク家具など160社から家具の取引を行っている。

## 歴史
- 1966年（昭和41年）8月25日 - 会社設立。
- 1967年（昭和42年）2月3日 - 宇都宮市桜2丁目に宇都宮店を開店、家具販売店として創業。
- 1983年（昭和58年）7月 - 本部と宇都宮配送センターを宇都宮市鶴田町に移転。
- 1986年（昭和61年）11月 - 株式会社東京リビングを設立、栃木県小山市で営業開始。
- 1990年（平成2年）
  - 10月 - 宇都宮市に置いていた本部と配送センターを鹿沼市の流通センターへ移転、新たに本部情報商品センターを開設。
  - 12月 - 資本金1億円に増資。
- 1993年（平成5年）4月 - 東京デザインセンター（現・TDC事業部）を開設。
- 1995年（平成7年）6月 - 宇都宮店を閉鎖、宇都宮市鶴田町に宇都宮本店を出店。
- 1998年（平成10年）1月 - 九州情報商品センターを新設。
- 2005年（平成17年）10月 - 鹿沼新物流情報センターを新設。
- 2011年（平成23年）3月11日 - 東日本大震災により仙台港本店、仙台南店などの店舗が罹災。
- 2016年（平成28年）8月25日 - 会社設立50周年。
- 2017年（平成29年）
  - 2月23日 - 大阪市大正区に大阪本店を出店、大阪配送センターを併設。
  - 6月23日 - 神戸市中央区に神戸店を出店。
- 2019年（平成31年）2月1日 - 新潟県長岡市に長岡店を出店。

### 2024年の独占禁止法違反
2024年1月25日、取引先の納入業者に不当な要求をしていた疑いがあるとして、独占禁止法違反（優越的地位の乱用）容疑で調査していた公正取引委員会は、同社が提出した改善計画を認定した。独占禁止法に基づく確約手続きと呼ばれ、同社の違反認定は見送った。改善計画は約120の納入業者に計約1億6600万円を返金することや、同様の行為を繰り返さないことを取締役会で決議することなどが柱。
公正取引委員会によると、同社は遅くとも2016年5月ごろから、新規出店や改装開店の際に納入業者に対し、商品陳列を手伝わせるため無償で従業員を派遣させたほか、新店舗に納品する商品の5%を「オープン協賛金」名目で受け取っていた。福島県などで発生した震度6強の地震で壊れたり汚れたりした商品について損失を穴埋めさせた。

## 現行営業店舗
東北地方
- 青森県 - 下田店
- 岩手県 - 盛岡店
- 宮城県 - 仙台港本店、仙台南店、仙台泉店
- 秋田県 - 秋田店
- 山形県 - 山形店
- 福島県 - Coccolo郡山店、MAX郡山店、郡山店、いわき店、福島店

関東地方
- 茨城県 - ひたちなか店、荒川沖店、MAX常総、古河店
- 栃木県 - 宇都宮本店、栃木店、大田原店、小山店、インターパーク店
- 群馬県 - 前橋南本店、MAX前橋店、高崎店
- 埼玉県 - 杉戸店、入間店、新所沢PARCO店
- 千葉県 - 幕張店、木更津店、千葉ニュータウン店
- 東京都 - MAX竹ノ塚店
- 神奈川県 - 秦野店

中部地方
- 新潟県 - 新潟店、長岡店
- 石川県 - 金沢店
- 山梨県 - 甲府店
- 長野県 - 長野店、松本店
- 岐阜県 - 岐阜瑞穂店
- 静岡県 - 浜松店
- 愛知県 - 名古屋本店、長久手店

近畿地方
- 大阪府 - 大阪本店
- 兵庫県 - 神戸店
- 滋賀県 - 大津店
- 三重県 - 津河芸店

中国地方
- 岡山県 - 岡山店

九州地方
- 福岡県 - 福岡新宮店、福岡西店、筑紫野店、北九州小倉店

## オープン予定
関東地方
- 東京都八王子市 - 八王子店（仮称）

## 提供番組
過去も含む

### テレビ
- 森田一義アワー 笑っていいとも!（フジテレビ）
- 金バク!（OHK岡山放送）
- 情報ライブ ミヤネ屋（日本テレビ）読売テレビ制作
- news every.（日本テレビ）
- ひるおび（TBSテレビ）
- ネプリーグ（フジテレビ)

### ラジオ
- 大沢悠里のゆうゆうワイド土曜日版（TBSラジオ）

## 関連会社
- 利根川家具株式会社（東京インテリア家具竹ノ塚店）
- 株式会社ティーツー
- 株式会社トネ
- 株式会社テイ・アイ・アイ